# World Tower
La World Tower est un gratte-ciel résidentiel australien construit à Sydney. Inauguré en 2004, il est situé au 85 Liverpool Street. Le gratte-ciel abrite également l’un des hôtels du groupe australien Meriton Suites.